# Giovanni Bottesini
Giovanni Paulo Bottesini, né à Crema en Lombardie le 22 décembre 1821 et mort à Parme le 7 juillet 1889, est un contrebassiste, compositeur et chef d'orchestre italien.

## Biographie
C'est de son père, Pietro, qui était compositeur et pratiquait la clarinette, que le petit Giovanni reçoit très tôt les rudiments de l'art musical. Avant ses onze ans, il se produit dans des chœurs et joue les timbales au Theatro Sociale de Crema. Il étudie le violon avec Carlo Cagliati, le prêtre de la cathédrale de Crema.
Son père l'inscrit au conservatoire de Milan, mais les seules bourses disponibles étant pour le basson et la contrebasse, l'enfant entre dans la classe de Luigi Rossi, puis de Nicola Vaccai pour la contrebasse et de Basili pour l'harmonie en novembre 1835 ; il a treize ans. En 1839, âgé de dix-huit ans, il remporte le prix de fin d'études – d'un montant de 300 livres. Le conservatoire lui permet d'acquérir un instrument de 1716, d'un luthier très réputé, Carlo Giuseppe Testore. Il garda cet instrument tout au long de sa carrière.

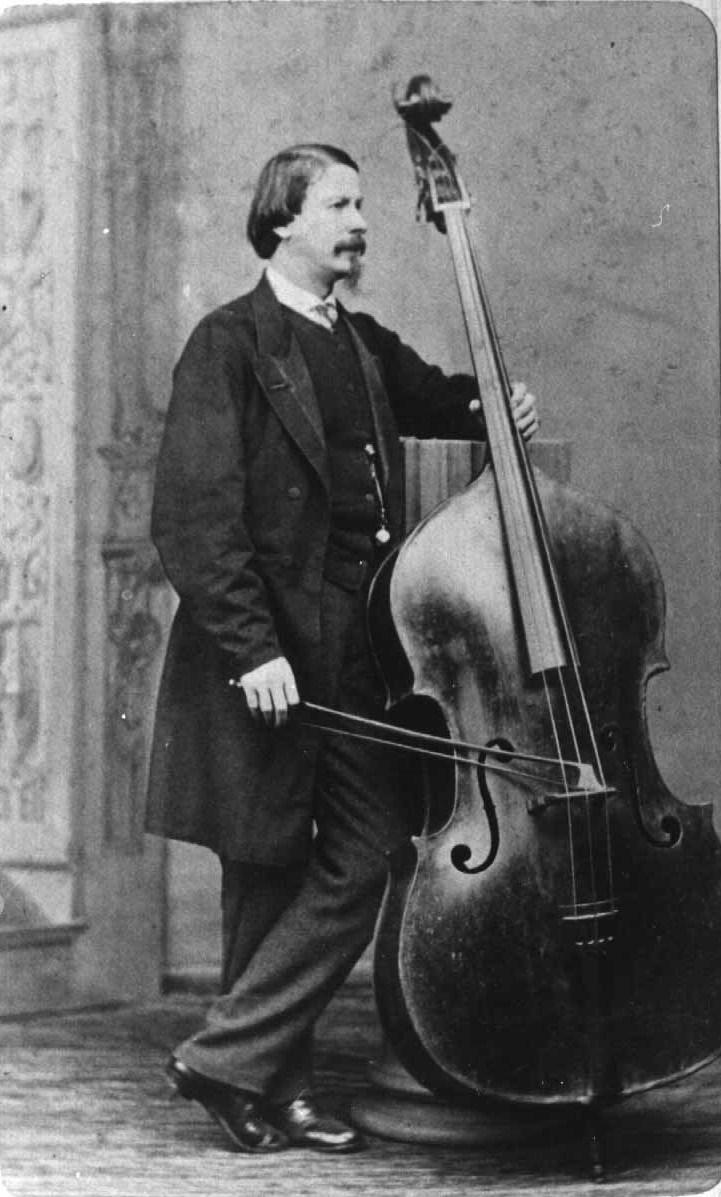
Bottesini vers 1865 avec son instrument préféré, une basse Carlo Antonio Testore de 1716.

Il est d'abord nommé contrebasse solo au Theatre San Benedetto à Venise, où il se lie d'une fidèle amitié avec Giuseppe Verdi. Puis, il fait de nombreux voyages dans le monde entier avec le violoniste Luigi Arditi. Il commence par se fixer un temps à La Havane, où il est nommé soliste du Théâtre Tacón. Il y produit son opéra Christophe Colomb en 1847. Puis il fait ses débuts à Londres, en 1849, aux États-Unis, et se rend ensuite au Mexique où il gagne un concours de composition musicale pour l'hymne national mexicain. La première exécution de l'hymne eut lieu le 15 septembre 1854. Mais l'œuvre est rejetée par la population. En 1856, il se rend en Russie et en France, où il est engagé comme directeur du Théâtre des Italiens durant deux années. À l'occasion, il fait représenter son opéra L'Assendio di Firenze (1856).
Familier des instruments à cordes, Bottesini jouait aussi volontiers du violoncelle : lors de son voyage à Londres en 1849, il tient cette partie du Quintette à cordes de George Onslow.
Entre 1857 et 1858, il parcourt la France ainsi que l'Allemagne, les Pays-Bas, la Belgique et l'Angleterre. En 1859, il fait représenter en Italie son opéra bouffe Il Diavolo della Notte. En 1862, il dirige à Palerme son opéra Marion Delorme puis l'année suivante à Barcelone. En 1870, son Vinciguerra, il bandito est représenté quarante fois à Paris et, l'année suivante Ali-Baba est créé au Théâtre Lyceum de Londres, alors qu'il est nommé directeur musical pour la saison.
Bottesini dirige la première d'Aïda de Verdi au Caire le 24 décembre 1871, lors de l'inauguration du Canal de Suez. En 1888, il se fixe à Parme où, sous la recommandation de Verdi, il accepte le poste de directeur du conservatoire. Il y meurt le 7 juillet 1889.
En raison de sa virtuosité à la contrebasse, Bottesini a été surnommé « le Paganini de la contrebasse » par ses contemporains. Mais, bien plus que cela, grâce à son œuvre, Bottesini a beaucoup contribué à faire de la contrebasse un instrument soliste, instrument encore méconnu de nos jours.

## Œuvres
Bottesini a laissé une vingtaine de compositions pour la contrebasse, des arrangements, onze quatuors à cordes, un quintette avec contrebasse, une douzaine d'opéras, un Requiem, ainsi qu'un oratorio. 
Orchestre
- Sinfonia Caratteristica en ré majeur (Paris, 1863)
- Sinfonia Graziella (Paris)
- Notti Arabe (1878)
- Alba sul Bosforo (Turin, 1881)

Concertos pour contrebasse et orchestre
- Concerto no 1 en fa-dièse mineur (connu comme concerto d'étude dans certaines publications ou arrangements)
- Concerto no 2 en si mineur [Allegro moderato - Andante - Finale. Allegro]
- Concerto pour violoncelle & contrebasse en sol majeur
- Concertino

Contrebasse et piano
- Adagio melanconico ed appassionato (Elegie par Ernst)
- Allegro di Concerto Alla Mendelssohn (ou Gran Allegro) [Allegro]
- Bolero [Sostenuto]
- Capriccio di Bravura en la majeur
- 3 Élégies (1880)
  - no 1 en ré majeur [Andante]
  - no 2 Romanza Drammatica en mi mineur [Andante sostenuto]
  - no 3 Romanza Patetica (mélodie) en mi mineur [Andante]
- Elegia e tarantella [Andante - Allegretto]
- Fantasia Beatrice di Tenda
- Fantasia Cerrito [Allegro]
- Fantasia sur I Puritani de Bellini [Allegro con fuoco]
- Fantasia sur la Sonnambula de Bellini [Allegro vivo - Andante cantabile - Allegro - Tema & Variations I-II-III - Coda. Moderato]
- Fantasia sur Lucia di Lammermoor de Donizetti [Allegro]
- Fantasia sur Norma de Bellini [Allegro assai moderato]
- Gavotta, en sol majeur [Allegro moderato]
- Introduction et Variations sur le Carnaval de Venise
- Introduzione e Gavotta [Sostenuto - Allegro moderato]
- Meditazione (Aria di Bach) [Adagio]
- Mélodia n° 4 Auld Robin Gray
- Reverie [Lento]
- Romanza dramatica (Élégie) op. 20 [Sostenuto]
- Tarantella [Andante mosso - Tarantello allegretto]
- Variations sur Nel cor più non mi sento de Paisiello, op. 23 [Sostenuto - Variations - Coda]

Duos
- Andante et variations pour flûte, clarinette et quatuor à cordes
- 3 Gran duetto pour 2 contrebasses (dédiés à Luigi Rossi)
  - Gran duetto no 1
  - Gran duetto no 2 [Allegro - Andante - Rondo. Allegretto]
  - Gran duetto no 3
- Gran Duo Passione Amorosa pour 2 contrebasses et piano, en la majeur [Allegro deciso - Andante - Allegretto]
- Duo pour clarinette, contrebasse et piano [Allegro]
- Grand duo concertant pour violon, contrebasse et piano [Allegro maestoso]

Musique de chambre
- 11 Quatuors à cordes
- Quintette pour cordes avec contrebasse

Musique sacrée
- Le jardin des oliviers, oratorio (livret de Joseph Bennett - création : festival de Norwich, 1887)
- Messe de Requiem (Turin, 1881)

Opéras
- Colón en Cuba (Christophe Colomb), opéra en un acte (Livret en espagnol de Ramon de Palma - création : Théâtre Tacón de La Havane, 31 janvier 1848)
- L'assedio di Firenze (Paris, 1856)
- Il Diavolo della Notte, opéra-bouffe (Milan, 1858)
- Marion Delorme (Palerme, 1862)
- Un amour en Bavière
- Vinciguerra il bandito opérette (Paris, 1870)
- Alì Babà (Londres, 1871)
- Ero e Leandro (de) (Livret de Arrigo Boito - création : Turin, 1879). Monté au Teatro San Domenico à Crema en 2011. A voir sur Youtube.
- Cedar (1880)
- La regina del Nepal (Turin, 1880)
- Nerina
- La figlia dell'angelo o Azäele
- Babele
- Le Asher del greato

Œuvres pédagogiques
- Grande méthode de contrebasse, Paris, 1878

## Discographie
- Andante sostenuto, Duetto, Gran Concerto, Gran duo concertante - Thomas Martin (contrebasse), José Luis Garcia (violon), Emma Johnson (clarinette), English Chamber Orchestra Dir. Andrew Litton (ASV CDA 563)
- Capriccio di bravura, Eliegia en ré, Fantasia Beatrice di Tenda, Fantasia Lucia di Lammermoor, Grande Allegro di concerto, Introduzione e Bolero, Romanza drammatica, Romanza Une bouche aimée - Thomas Martin (contrebasse), Anthony Haistead (piano), Jacqueline Fugelle (soprano) (ASV CDA 626)
- Ouverture d' Ali-Babà, Concertino en ut majeur, Duo concertante sur des thèmes de Bellini I Puritani, Élégie en ré, Ero e Leandro - prélude, Il diavolo della notte - sinfonia, Passioni d'amorose - Thomas Martin (contrebasse), Moray Welsh (violoncelle), London Symphony Orchestra Dir. & contrabasse Franco Petracchi (ASV CDA 907)
- Carnaval de Venise et autres œuvres - Thomas Martin (contrebasse), Anthony Haistead (piano), Jacqueline Fugelle (soprano) (ASV CDA 1052)
- Messa da Requiem, Joyful company of singers, London Philharmonic Orchestra, dir. Thomas Martin, Naxos 8.572994, 2013